# Samuel Ferris
Pour les articles homonymes, voir Ferris.
Samuel « Sam » Ferris (né le 29 août 1900 à Dromore et décédé le 21 mars 1980 à Torquay) est un athlète britannique spécialiste du marathon. Affilié à la Royal Air Force, puis au Shettleston Harriersen enfin au Herne Hill Harriers, il mesurait 1,74 m.

## Biographie

### Palmarès
| Date | Compétition                  | Lieu        | Résultat | Performance       |
| ---- | ---------------------------- | ----------- | -------- | ----------------- |
| 1924 | Jeux olympiques d'été        | Paris       | 5e       | 2 h 52 min 26 s 0 |
| 1928 | Jeux olympiques d'été        | Amsterdam   | 8e       | 2 h 37 min 41 s   |
| 1930 | Jeux de l'Empire britannique | Hamilton    | 2e       | 2 h 47 min 13 s   |
| 1932 | Jeux olympiques d'été        | Los Angeles | 2e       | 2 h 31 min 55 s   |

### Divers
Il remporte huit fois le marathon des Polytechnic Harriers (classique créée en 1909) et fut champion de Grande-Bretagne en 1925, 1926 et 1928

### Records
| Épreuve  | Performance     | Lieu        | Date |
| -------- | --------------- | ----------- | ---- |
| Marathon | 2 h 31 min 55 s | Los Angeles | 1932 |